# 108ª Brigata di difesa territoriale
La 108ª Brigata autonoma di difesa territoriale (in ucraino 108-ма окрема бригада територіальної оборони?, 108-ma okrema bryhada terytorial'noї oborony, unità militare А7036) è la principale unità delle Forze di difesa territoriale dell'Ucraina dell'oblast' di Dnipropetrovs'k, subordinata al Comando operativo "Est" delle Forze terrestri.

## Storia
La brigata è stata costituita il 2 luglio 2018, e il 27 settembre dello stesso anno si sono svolte le prime esercitazioni. Fra il 15 e il 17 maggio 2019 si sono svolte ulteriori sessioni di addestramento, coinvolgendo anche militari dell'esercito e della Guardia nazionale.
L'unità è stata mobilitata in seguito all'invasione russa dell'Ucraina del 2022, contribuendo prima alla difesa del Donec'k meridionale nell'area di Velyka Novosilka. Il 10 marzo il 101º Battaglione della brigata è stato distaccato per costituire il nucleo della 129ª Brigata di difesa territoriale. Successivamente la brigata ha preso parte alla controffensiva ucraina nella regione di Cherson.  Il 98º Battaglione "Azov-Dnipro", formato principalmente da volontari provenienti dal Reggimento Azov, all'inizio del 2023 è stato trasferito alla neonata 3ª Brigata d'assalto come battaglione meccanizzato. Nel febbraio 2023 la brigata è stata trasferita nella regione di Zaporižžja. Qui il 16 maggio è morto in combattimento il comandante del 99º Battaglione, tenente colonnello Serhij Hulevs'kyj. A partire da giugno ha preso parte alla controffensiva estiva ucraina, proteggendo il fianco nordest della penetrazione verso Robotyne e colpendo le posizioni russe nei villaggi di Novokarlivka e Inženerne insieme alla 47ª Brigata artiglieria. Il 2 ottobre 2023 la brigata ha ricevuto la bandiera di guerra da parte del comandante in capo delle Forze di difesa territoriale Ihor Tancjura.

## Struttura
- Comando di brigata[11]
- 98º Battaglione di difesa territoriale (Dnipro, unità militare А7221)[12]
- 99º Battaglione di difesa territoriale (Kam"jans'ke, unità militare А7222)[13]
- 100º Battaglione di difesa territoriale (Nikopol', unità militare А7223)[14]
- 101º Battaglione di difesa territoriale (Kryvyj Rih, unità militare А7224)
- 102º Battaglione di difesa territoriale (Novomoskovs'k, unità militare А7225)[15]
- 103º Battaglione di difesa territoriale (Pavlohrad, unità militare А7226)[16]
- 203º Battaglione di difesa territoriale (Synel'nykove, unità militare А7372)[17]
- Unità di supporto

## Comandanti
- Tenente colonnello Oleksandr Padec'kij (luglio 2018 - febbraio 2022)[18]
- Tenente colonnello Oleh Syvokon' (febbraio 2022 - settembre 2022)[19]
- Colonnello Dmytro Herasymenko (settembre 2022 - in carica)[20]